# 諏訪園健司
諏訪園 健司（すわぞの けんじ、1964年7月28日 - ）は、日本の財務官僚。関税局長。東京税関長などを歴任。日本銀行理事。

## 来歴
東京都出身。東京学芸大学附属高等学校から東京大学文科一類に入学。東京大学法学部卒業。林修は大学時代の友人。東大在学中に国家公務員一種試験（法律）に合格。1988年 大蔵省入省（大臣官房文書課）。1990年4月、大臣官房調査企画課。1991年7月、主計局総務課調査主任。1992年7月、主計局総務課企画係長。1993年7月、日本貿易振興会本部総務部人事課付（スタンフォード大学留学）。1994年7月、熊本国税局宮崎税務署長。その後は厚生省保険局課長補佐、主計局主計官補佐（主査）などを歴任。2008年9月24日、中川金融担当大臣秘書官（事務担当）。2009年7月14日、財務省主税局調査課長。2012年7月13日 主計局主計官（文部科学担当）。2016年6月21日、厚生労働省大臣官房審議官（年金担当）。2020年7月20日、大臣官房審議官（理財局担当）。2021年7月8日、東京税関長。2022年6月28日、関税局長。2023年12月1日、日本電気株式会社顧問。2024年1月1日、医療法人鶴谷会顧問。2024年9月10日、日本銀行理事。

## 略歴
- 1988年4月：大蔵省入省（大臣官房文書課）。
- 1990年4月：大臣官房調査企画課。
- 1991年7月：主計局総務課調査主任[4]。
- 1992年7月：主計局総務課企画係長[5][6]。
- 1993年7月：日本貿易振興会本部総務部人事課付（スタンフォード大学留学）。
- 1994年6月：大臣官房付。
- 1994年7月：熊本国税局宮崎税務署長。
- 1995年6月：大臣官房付。
- 1995年7月：厚生省保険局企画課長補佐。
- 1997年7月：主税局総務課長補佐。
- 1999年7月：主計局主計官補佐（厚生第五係主査）。
- 2000年7月：主計局法規課長補佐。
- 2001年1月6日：財務省主計局法規課長補佐。
- 2001年7月：主計局主計官補佐（経済産業第一、二係主査）。
- 2002年6月：主計局主計官補佐（厚生労働第一、二係主査）。
- 2004年6月：外務省在カナダ日本国大使館一等書記官。
- 2005年1月：外務省在カナダ日本国大使館参事官。
- 2007年7月：金融庁総務企画局企画課信用機構企画室長（併：金融庁総務企画局企画課保険企画室長）。
- 2008年7月：金融庁総務企画局企画課保険企画室長。
- 2008年9月：金融庁総務企画局総務課企画官（併：中川金融担当大臣秘書官（事務担当））。
- 2009年2月17日：金融庁監督局総務課信用機構対応室長。
- 2009年7月14日：主税局調査課長。
- 2010年10月：主税局調査課長（併：内閣官房内閣参事官（内閣官房副長官補付））（命：内閣官房社会保障改革担当室参事官）。
- 2011年7月：主計局給与共済課長。
- 2012年7月13日：主計局主計官（文部科学担当）。
- 2013年6月：金融庁監督局保険課長。
- 2015年7月：大臣官房付（併：内閣官房参事官（内閣官房副長官補付））（命：内閣官房まち・ひと・しごと創生本部参事官）（併：内閣府地方創生推進室参事官）。
- 2015年10月：大臣官房付（併：内閣官房参事官（内閣官房副長官補付））（命：内閣官房まち・ひと・しごと創生本部参事官、内閣官房一億総活躍推進室参事官）（併：内閣府地方創生推進室参事官）。
- 2016年4月：大臣官房付（併：内閣官房参事官（内閣官房副長官補付））（命：内閣官房まち・ひと・しごと創生本部参事官、内閣官房一億総活躍推進室参事官）（併：内閣府地方創生推進室参事官、内閣府地方創生推進事務局参事官）。
- 2016年6月21日：厚生労働省大臣官房審議官（年金担当）。
- 2020年7月20日：大臣官房審議官（理財局担当）。
- 2021年7月8日：東京税関長。
- 2022年6月28日：関税局長。
- 2023年12月1日：日本電気株式会社顧問[9]。
- 2024年1月1日：医療法人鶴谷会顧問[10]。
- 2024年9月10日：日本銀行理事[11]。